# 辉喉领蜂鸟
，是雨燕目蜂鸟科的一种鸟类。
辉喉领蜂鸟体重约5.04克，翼长约62.9毫米，嘴峰长约21.4毫米，喙宽度约2.5毫米，喙厚度约2.2毫米，跗蹠长约5.8毫米，尾长约43毫米。辉喉领蜂鸟在其分布区内为留鸟，其栖息在密集的高大树木组成的森林中，食性为草食性，主要食物来源是植物的花蜜。

## 亚种
- ：分布于哥伦比亚–委内瑞拉边境的佩里哈山脉。
- ：分布于哥伦比亚的安第斯山脉山区和邻近的委内瑞拉西部，有时被视为单独的物种龙氏领蜂鸟。
- ：分布于委内瑞拉西北部的安第斯山脉山区，有时被视为单独的物种梅里达领蜂鸟。
- ：分布于厄瓜多尔南部和秘鲁北部的安第斯山脉山区。
- ：分布于秘鲁中部的安第斯山脉东坡。
- ：分布于秘鲁中南部。
- ：分布于秘鲁南部安第斯山脉山区和玻利维亚西北部。[4]